# Çakrazboz, Amasra
Çakrazboz là một xã thuộc huyện Amasra, tỉnh Bartın, Thổ Nhĩ Kỳ. Dân số thời điểm năm 2011 là 190 người.